# Litorhina suberosus
Litorhina suberosus är en tvåvingeart som först beskrevs av Mario Bezzi 1924.  Litorhina suberosus ingår i släktet Litorhina och familjen svävflugor. Inga underarter finns listade i Catalogue of Life.